# Nouvelle salle de Quimper
La Nouvelle salle de Quimper est un projet de salle multifonction à Quimper, dans le Finistère. Il s’agit d’un projet d’un bâtiment modulable qui évolue selon les configurations. 
- 3000 places assises + 300 places debout en configuration basket,
- 2600 places assises + 300 places debout en configuration handball,
- 1200 places assises + 1800 places debout en configuration spectacle.

## Histoire de l’installation

### Premier projet d’arena
C’est en 2004, qu’un projet de salle multifonction est mis sur la table à Quimper, mais celui-ci est vite écarté en raison d’un manque de budget. Le projet refait surface en 2018 lorsque le maire de Quimper, Ludovic Jolivet lance le projet d’une arena de 4 000 places et d’un coût de 30 millions d’euros. À ce moment-là, l’UJAP Quimper joue dans la Salle Michel Gloaguen, trop petite et vétuste alors que le Quimper Volley 29, joue à la Halle des Sports d'Ergué-Armel, trop petite pour les ambitions du club quimpérois. Cette salle accueillera les matchs de l’UJAP Quimper et du Quimper Volley 29. En novembre 2018, une étude de faisabilité est effectuée par le mandataire Neelson accompagnement et les deux co traitants Parvis Meneghetti et Stratorial (expertise financière). La municipalité décide de l’emplacement de la salle, elle se situera à Penvillers, à côté du Parc des expositions et du Stade de Penvillers. En raison de la pandémie de Covid-19 et des élections municipales de 2020, le projet est reporté. 

### Projet final d’une salle multifonction
La nouvelle salle quimpéroise est au cœur des débats des municipales de 2020, Ludovic Jolivet maintient son projet d’arena de 4 000 places. Quant à la plupart des autres candidats dont Isabelle Assih, qui préféraient un palais des sports de 3 000 places. Finalement, Isabelle Assih, candidate du PS, remporte les élections municipales. Jusqu’en 2021, le projet est à l’étude et finalement le 17 juin 2021, la mairie de Quimper lance le projet d’une salle multifonction de 3 000 places dans le quartier de l’Eau Blanche, proche de la Gare de Quimper. Il s’agit d’un projet d’une salle de 3 300 places dont 3 000 places assises sur une surface de 7 100 m², salle principale et salle annexe. Contrairement au projet du maire sortant ayant un coût estimé entre 40 et 55 millions d’euros, ce projet devrait coûter uniquement 21 millions d’euros, 16 millions d’euros pour la salle principale et 5 millions pour la salle annexe, qui est en étude. L’objectif de ce projet est de fournir une salle importante pour la communauté d'agglomération et pour les Béliers de Kemper et de redynamiser un quartier en pleine mutation avec les travaux du pôle multimodal de la Gare SNCF.  En plus de la salle, un parking d’environ 450 places sera construit pour accueillir les spectateurs lorsque la salle accueillera des matchs ou événements. 

### Construction de la salle
La construction commencera en 2022, la salle devrait ouvrir ses portes aux alentours de 2025.

### Autres références
1. ↑  « Quimper Bretagne occidentale lance le projet de construction d'une grande salle événementielle à vocation sportive » (consulté le 3 octobre 2021)
2. ↑  « Quimper. Un projet de salle Arena à Penvillers » (consulté le 3 octobre 2021)
3. ↑  « Quimper. Quel avenir pour la salle Michel-Gloaguen ? » (consulté le 3 octobre 2021)
4. ↑  « Quimper : début des travaux d'aménagement du pôle d'échanges multimodal à la gare » (consulté le 3 octobre 2021)